# Losing Grip
A Losing Grip Avril Lavigne Let Go című albumának negyedik kislemeze. 2003 tavaszának végén jelent meg, az I’m with You sikere után. A dalt Avril Lavigne és C. Magness írta és készítette. A Losing Gripet jelölték Grammy-díjra, de nem nyerte el.

## Slágerlistás sikerek
Ez a szám érte el a legkevesebb sikert a slágerlistákon Avril kislemezei közül. Nem érte el az első 40-et az amerikai Billboard Hot 100-on, csak 64. helyezett lett. Az Egyesült Királyságban azonban nagyobb sikere volt, ott a 22. helyen végzett, míg Írországban a 18.-on. Ausztráliában 20. helyezést ért el.
| Ranglista                     | Helyezés |
| ----------------------------- | -------- |
| U.S. Billboard Hot 100        | 64       |
| Australian ARIA Singles Chart | 20       |
| UK Singles Chart              | 22       |
| Irish Singles Chart           | 18       |
| U.S ARC Chart (Radio) Top 40  | 6        |